# Janani Luwum

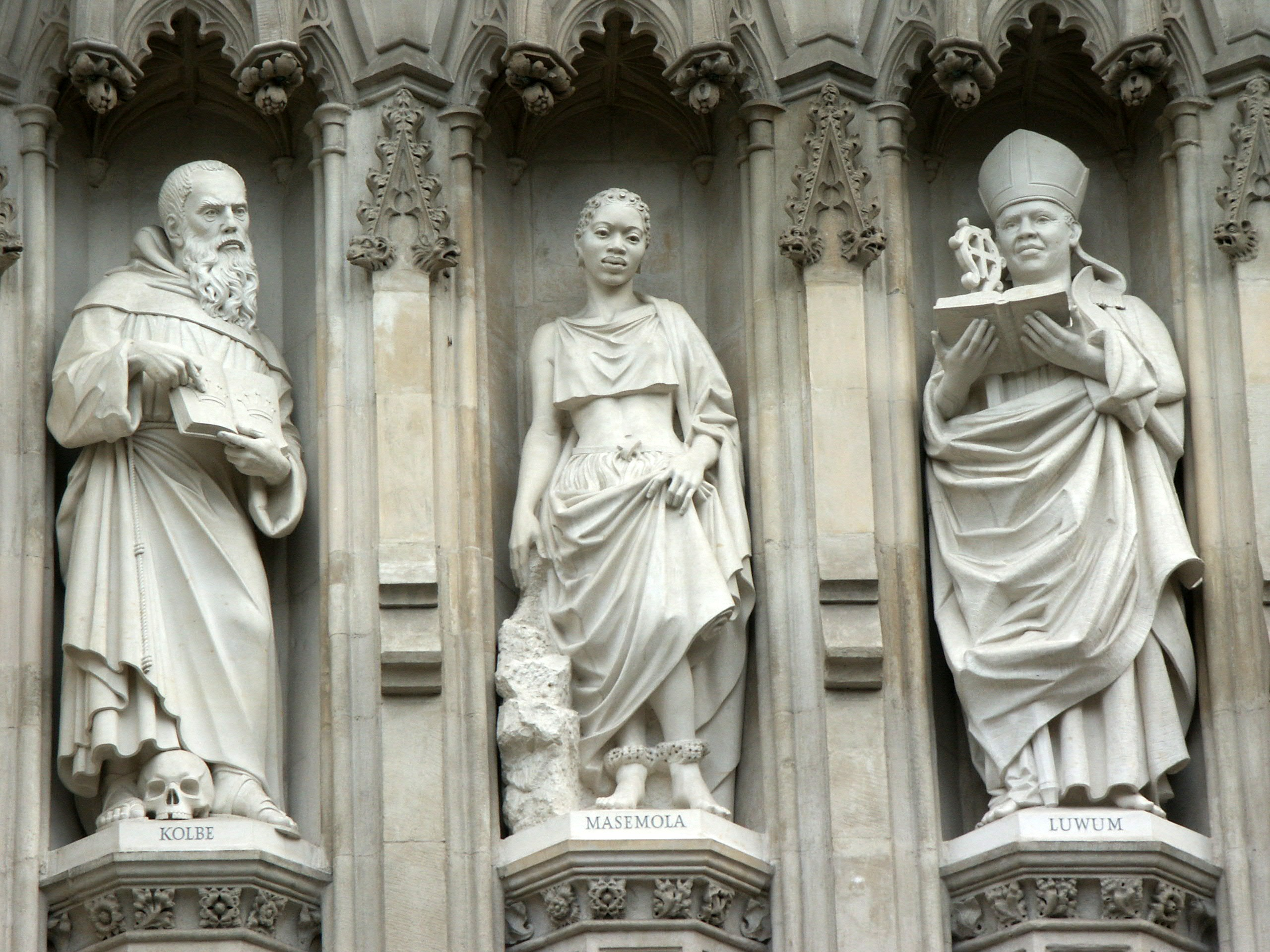
Trois des martyrs de l'abbaye de Westminster, dont, à droite, Janani Luwum (à gauche : Maximilien Kolbe ; au centre : Manche Masemola)

Janani Jakaliya Luwum (né vers 1922 - mort le 17 février 1977) a été archevêque de l'Église d'Ouganda (Communion anglicane) de 1974 à 1977. Il a vraisemblablement été assassiné sur ordre du président Idi Amin Dada. 

## Biographie
Né dans le village de Mucwini, dans le district de Kitgum, de parents Acholi, il étudie au lycée de Gulu puis dans une école d'instituteurs. Il enseigne dans une école primaire. En 1948, il se convertit au christianisme, et part étudier la théologie à Buwalasi. Il est ordonné diacre en 1953, puis prêtre en 1954. Il travaille dans le diocèse du Haut-Nil, puis dans le diocèse de Mbale. En 1969, il est consacré évêque du diocèse du Nord de l'Ouganda, dont le siège est à Gulu. Cinq ans plus tard, il est nommé archevêque de la province métropolitaine d'Ouganda, du Rwanda du Burundi et de Boga (au Zaïre, aujourd'hui République démocratique du Congo) ; il est alors le deuxième africain a occuper cette position.
Il est l'une des principales personnalités qui critiquent les excès du régime d'Idi Amin, après sa prise de pouvoir en 1971. En 1977, il proteste publiquement contre la politique d'exécutions arbitraires et de disparitions forcées menées par le régime. Peu après, lui-même et d'autres personnalités sont accusées de trahison par des partisans d'Idi Amin. Le 16 février 1977, il est arrêté avec deux ministres, Erinayo Wilson Oryema et Charles Oboth Ofumbi. Le même jour, Idi Amin organise une manifestation à Kampala, au cours duquel les trois accusés sont présents et contraints de lire des « confessions » dans lesquelles ils reconnaissent être les agents de l'ancien président en exil Milton Obote et avoir préparé une tentative de coup d'État. Le lendemain, Radio Uganda annonce qu'ils ont été tués dans un accident de voiture provoqué par une tentative d'évasion des accusés alors qu'ils étaient transportés vers un centre d'interrogatoire. Néanmoins, le corps de Janani Luwum est rendu à sa famille criblé de balles. Selon le témoignage d'Henry Kyemba, ministre de la Santé d'Idi Amin, dans son ouvrage A State of Blood, l'archevêque a reçu au moins une balle dans la bouche et trois balles dans la poitrine. 

## Mémoire
Janani Luwum figure aujourd'hui dans le calendrier des saints suivi par les Églises de la Communion anglicane à travers le monde, notamment celui de l'Église épiscopale des États-Unis ; il est fêté le 17 février, date anniversaire de son assassinat. Il est enterré dans son village natal de Mucwini. Sa statue est l'une des dix inaugurées en 1998 en surplomb du portail ouest de l'abbaye de Westminster, représentant des martyrs chrétiens du XXe siècle. En Ouganda, depuis 2015, le 16 février est un jour férié au cours duquel on commémore la vie de Janani Luwum.